# Anastrepha luederwaldti
Anastrepha luederwaldti är en tvåvingeart som beskrevs av Lima 1934. Anastrepha luederwaldti ingår i släktet Anastrepha och familjen borrflugor. Inga underarter finns listade i Catalogue of Life.